# Carme CI
Il carme CI è il centounesimo carme del Liber catulliano, e appartiene alla terza parte del Liber, gli Epigrammata.

## Contenuto
Catullo, in questa elegia funebre, racconta della visita avvenuta nel 57 A.C. alla tomba del fratello, morto qualche anno prima nella Troade, una regione della Bitinia (in Asia Minore). È noto che in quel momento il poeta fosse al seguito di Gaio Memmio che nello stesso anno era diventato pretore di quella regione. Il poeta lo avrebbe seguito nella missione in Bitinia per poter raggiungere la sepoltura del fratello morto. La gens cui apparteneva Catullo era ricca e potente, con interessi economici che andavano oltre Roma e la penisola Italica ed è probabile che il fratello abbia perso la vita in un viaggio in Asia Minore legato agli affari di famiglia. La morte improvvisa di quest'ultimo avrebbe portato ad una sepoltura rapida e i familiari non avrebbero potuto piangere adeguatamente la morte del loro congiunto secondo i costumi del mos maiorum. È probabile che Catullo abbia composto il carme accanto alla tomba del fratello e che i versi stessi siano stati parte integrante della cerimonia funebre; meno probabile, invece, è il fatto che i versi siano stati incisi sopra o accanto alla tomba poiché il carme non presenta le caratteristiche del classico epitaffio (nome del defunto, età, informazioni sulla vita, la sua famiglia e circostanze della morte), ma appare più conforme al genere elegiaco. 
Il componimento è caratterizzato da un monologo aperto da un riferimento al suo cammino, per poi descrivere il rito funebre tradizionale: dopo il dono dell'offerta, cerca di avere un ultimo contatto con lui, invitandolo ad accettare le sue esequie. Nel distico centrale, è evidenziata la precarietà della condizione umana, poiché la sorte ha deciso di "strappare" a Catullo suo fratello. Nonostante questo squarcio emotivo, il poeta si ricompone per terminare il rituale, chiudendolo con una formula di commiato tipica delle iscrizioni funerarie.
Il carme è stato ripreso da Ugo Foscolo, nel sonetto In morte del fratello Giovanni: in questo caso Foscolo soffre la lontananza fisica della tomba, travolto dall'incertezza dell'esilio, che gli impedisce di visitarla.

## Analisi
Il componimento è in distici elegiaci. 
Il primo verso (Multas...vectus) allude all'incipit dell'Odissea ([Narrami, oh musa, dell'uomo dalle molte vie] che molto errò, ...di molte genti vide le città). L'anafora e il poliptoto (Multas...multa), collegati all'anastrofe (per gentes... per aequora) sottolineano la fatica del viaggio, ma l'iperbato e l'ipallage (has miseras... ad inferias) nel secondo verso evidenziano l'inutilità di uno sterile rito funebre come suo unico scopo, nonostante arrechi molto dolore al poeta.
Degna di nota è la sinestesia nel quarto verso (mutam cinerem), che mette in rilievo il fatto che il poeta non possa più parlare con il fratello. 
Il termine fortuna (v.5), oltre ad essere una personificazione, è anche una vox media: è stato scelto per evidenziare l'imprevedibilità dell'evento, espressa dall'allusione al significato negativo. Nello stesso verso è presente anche il pronome tete ipsum: pronome rafforzato che sottolinea il legame con il fratello.
L'avverbio indigne (v.6) è tipico delle epigrafi funerarie, ed è usato nei casi di morte violenta. Al v.7 sono presenti l'anastrofe prisco quae( haec quae prisco) e un'accumulazione (nunc tamen interea).
Al v. 9 multum manantia/fraterno multum manantia fletu: doppia allitterazione della M, più iperbato (fraterno..... fletu)
Nel settimo verso è presente un'accumulazione (nunc tamen interea).

## Testo
advenio has miseras, frater, ad inferias,

ut te postremo donarem munere mortis

et mutam nequiquam alloquerer cinerem

quandoquidem fortuna mihi tete abstulit ipsum,

heu miser indigne frater adempte mihi.

Nunc tamen interea haec prisco quae more parentum

tradita sunt tristi munere ad inferias,

accipe fraterno multum manantia fletu,

atque in perpetuum, frater, ave atque vale.»
giungo, o fratello, qui per questa triste cerimonia funebre in tuo onore,

per portarti l'ultimo dono, un'offerta di morte,

e parlare, inutilmente, con le tue ceneri mute,

perché la sorte ha preso te, proprio te,

mio povero fratello, ingiustamente strappatomi via.

E anch'io così, secondo i costumi degli avi,

reco le stesse offerte alle tue esequie,

accettale, così grondanti di pianto fraterno;

e addio, fratello, addio per sempre.»

## Rapporto con Foscolo: In morte del fratello Giovanni
I temi e la struttura del carme 101 vengono ripresi dal poeta Ugo Foscolo nel sonetto In morte del fratello Giovanni composto nel 1803.
Un dì, s'io non andrò sempre fuggendo 

di gente in gente, mi vedrai seduto 

su la tua pietra, o fratel mio, gemendo 

il fior de' tuoi gentili anni caduto: 

la madre or sol, suo dì tardo traendo, 

parla di me col tuo cenere muto: 

ma io deluse a voi le palme tendo; 

e se da lunge i miei tetti saluto, 

sento gli avversi Numi, e le secrete 

cure che al viver tuo furon tempesta; 

e prego anch'io nel tuo porto quiete: 

questo di tanta speme oggi mi resta! 

straniere genti, l'ossa mie rendete 

allora al petto della madre mesta. 

Al primo verso di entrambe le poesie si trova un verbo fondamentale per la comprensione dei testi: Foscolo utilizza il verbo “fuggire”, a sottolineare la sua condizione di esule, rafforzato dall’espressione “di gente in gente” all’inizio del verso successivo che vuole indicare la sua fuga da casa passando attraverso le terre di tante popolazioni diverse e non, come invece fa Catullo, il suo arrivo.
Al verso 4, Catullo utilizza l’espressione “mutam cinerem” per indicare il fratello, del quale ormai non è rimasto che un pugno di cenere. Foscolo riprende in maniera analoga l’espressione, ma in questo caso non può essere lui a parlare direttamente con il fratello, in quanto l’autore si trova in esilio, a farlo è quindi la madre che, ormai anziana, si trova da sola a piangere sia per la morte di un figlio che per la lontananza dell’altro, eventi che certamente le hanno procurato un enorme dolore. 
Nonostante diverse somiglianze tra i due testi, sono presenti anche alcune differenze; in primo luogo è da notare la differenza nella struttura compositiva delle opere: il componimento di Foscolo è un sonetto, mentre quella di Catullo è una poesia formata da distici elegiaci. 
Un’altra differenza è che Foscolo non è vicino alla tomba mentre scrive: l’uomo si trova infatti in un esilio volontario, dovuto al disincanto verso gli ideali rivoluzionari dopo la firma del Trattato di Campoformio (1797). Nonostante la sua sia stata una scelta, Foscolo si sentiva in dovere di rispettare l’esilio, anche se questo gli impediva di piangere adeguatamente il fratello. 
Il poeta latino invece utilizza invece il verbo “vectus”, che significa “essere trasportato”. 
Catullo scrive poi che lui ha viaggiato “multas per gentes” (attraverso molte genti) e “multa aequora” (per molti mari) per raggiungere il fratello e porgergli un ultimo saluto, cosa che è appunto impossibile per Foscolo data la sua condizione di esule. 
Come è evidente la poesia dell’autore latino ha ispirato quella di Foscolo, anche se il componimento di quest’ultimo viene modificato per accostarlo meglio alla sua situazione personale.